# Jerzy Szymankiewicz

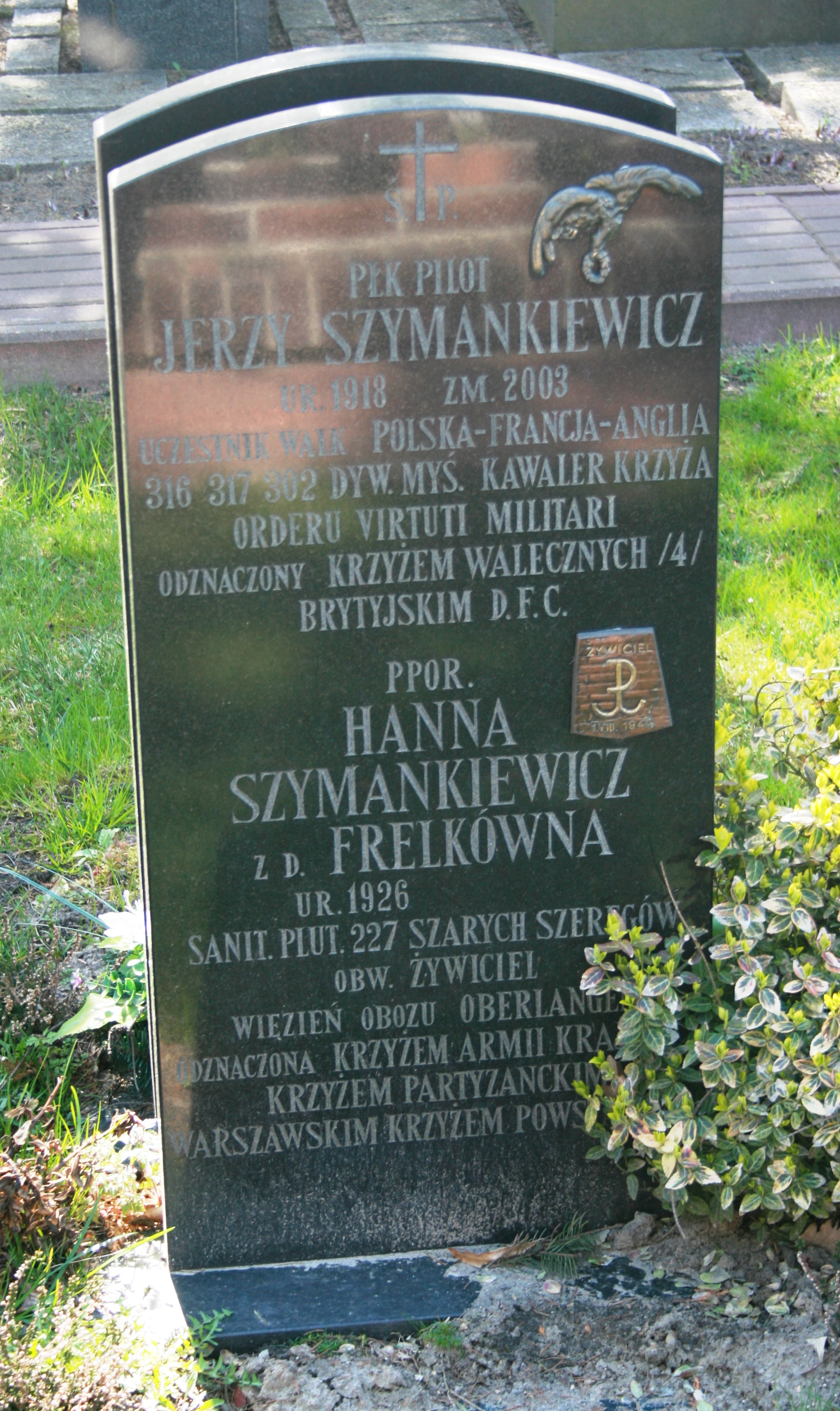
Grób Jerzego Szymankiewicza, Kwatera Polskich Sił Zbrojnych na Zachodzie na Cmentarzu Wojskowym w Warszawie

Jerzy Mieczysław Szymankiewicz (ur. 1 lutego 1918 w Warszawie, zm. 10 czerwca 2003 tamże) – żołnierz Wojska Polskiego, podpułkownik pilot Polskich Sił Powietrznych, dowódca dywizjonu 302, kawaler Virtuti Militari, odznaczony Distinguished Flying Cross.

## Życiorys
Syn Mieczysława i Władysławy z domu Pietkiewicz. Do szkoły powszechnej uczęszczał w Milanówku. W Warszawie ukończył Gimnazjum Państwowe im. Władysława IV, zdając tam w 1938 maturę. W 1938 roku odbył szkolenie szybowcowe na Sokolej Górze koło Krzemieńca, uzyskując kolejno kategorię A,B i C pilota szybowcowego. W 1938 roku w Świdniku koło Lublina ukończył szkolenie samolotowe w ramach Lotniczego Przysposobienia Wojskowego, a następnie swoje umiejętności pilotażowe doskonalił na samolocie RWD-8 w Aeroklubie Warszawskim.
W tym samym roku został powołany na Dywizyjny Kurs Podchorążych Rezerwy 30 DP przy 82 pułku piechoty w Brześciu nad Bugiem, a następnie 2 stycznia 1939 roku został przeniesiony do Szkoły Podchorążych Lotnictwa – Grupa Liniowa w Dęblinie, gdzie od kwietnia 1939 roku przechodził szkolenie na lotnisku Ułęż koło Dęblina na samolotach PWS-26 i PZL P.7a. W 1939 roku wraz z innymi pilotami pod dowództwem Witolda Urbanowicza przedostał się do Rumunii. Następnie przez Bejrut dotarł do Marsylii we Francji. Tam został przydzielony do szkoły obserwatorów w Saint-Malo, a następnie do szkoły nawigatorów w Dinard, gdzie przebywał do połowy 1940 roku.
Po zawieszeniu broni 29 czerwca 1940 roku ewakuował się do Wielkiej Brytanii. Wstąpił do Polskich Sił Powietrznych i otrzymał wtedy numer służbowy RAF P-1626. W styczniu 1941 roku został wysłany do 15 Elementary Flying Training School w Carlisle kierowanej przez F/Lt Bolesława Orlińskiego, a następnie przeniesiony do Szkoły Myśliwskiej 55 OTU (Operational Training Unit) w Aston Down, gdzie ukończył szkolenia na samolotach Hawker Hurricane.
26 marca 1941 roku został przydzielony w stopniu plutonowego pilota do 316 dywizjonu myśliwskiego „Warszawskiego”, w którym latał do 26 sierpnia 1943 roku. Pierwszy lot bojowy wykonał 2 kwietnia 1941 roku, a pierwszą walkę powietrzną stoczył 17 kwietnia 1941 roku. 5 września 1941 roku otrzymał Polową Odznakę Pilota. 1 października 1941 roku został awansowany do stopnia podporucznika pilota. Będąc w 316 dywizjonie, przeszedł w Sutton Bridge kurs strzelania i bombardowania z lotu nurkowego, jak również kurs latania bez widoczności. 1 marca 1943 roku awansował na stopień porucznika. 10 kwietnia 1942 roku uzyskał pewne zwycięstwo powietrzne.
Od sierpnia 1943 roku był instruktorem w 58. OTU, następnie 61. OTU i w końcu w 53. OTU. 7 listopada 1943 roku został odznaczony Krzyżem Orderu Wojennego Virtuti Militari V kl. W lutym 1944 roku objął dowództwo eskadry A 302 dywizjonu myśliwskiego „Poznańskiego”, a od sierpnia tego samego roku pełnił obowiązki oficera taktycznego 131. Polskiego Skrzydła Myśliwskiego (pozostał na tym stanowisku do 1 lutego 1945 r.). 1 lutego 1945 roku ponownie objął dowództwo eskadry A 302 dywizjonu myśliwskiego. 14 lutego, kiedy Linia Zygfryda została przełamana, podczas atakowania obiektów naziemnych w okolicach Venlo nad Mozelą oraz na niemieckie jednostki transportowe jego samolot został trafiony przez artylerię przeciwlotniczą. Pilot został ciężko ranny w nogi, zdołał jednak szczęśliwie wylądować na macierzystym lotnisku. Spędził dwa miesiące w szpitalu. 15 kwietnia 1945 roku powrócił ponownie do 131. Polskiego Skrzydła Myśliwskiego jako oficer operacyjny. 17 lipca 1945 roku objął dowództwo eskadry w 317 dywizjonie myśliwskim „Wileńskim”, a od 2 sierpnia 1945 roku był dowódcą (Squadron Leader) 302 dywizjonu myśliwskiego stacjonującego na terytorium Niemiec w Nordhom i pozostał na tym stanowisku do momentu jego rozwiązania z końcem września 1946 roku. Tam też awansował do polskiego stopnia kapitana pilota.
W dywizjonach myśliwskich 316, 302 i 317 latał na różnych wersjach samolotu Supermarine Spitfire. Był nazywany przez kolegów „Szymanem” lub „Maskotą” i na tych maszynach, na których latał, widniały te napisy. W sumie Jerzy Szymankiewicz wykonał 179 lotów bojowych i 119 lotów operacyjnych, zastrzelił 1 samolot wroga na pewno i 1 prawdopodobnie, przeprowadził około 100 bombardowań, niszcząc wyrzutnie bomb latających V-1 w północnej Francji, odbył ponad 100 lotów w osłonie bombowców, wielokrotnie atakował obiekty naziemne.
W sierpniu 1945 roku zawarł związek małżeński. Do Polski powrócił 25 listopada 1946 roku. Początkowo pracował w Aeroklubie Warszawskim jako szef wyszkolenia. Od marca 1947 roku był zatrudniony w PLL Lot najpierw w dziale ruchu lotniczego, a od czerwca 1948 roku jako pilot. Wykonywał jednocześnie w Głównym Instytucie Lotnictwa i Centralnym Studium Samolotów loty doświadczalne na zlecenie. 16 października 1948 roku odbył pierwsze loty na prototypie samolotu CSS-11 (SP-BAH). 16 lipca 1949 roku jako drugi po inż. Bronisławie Żurakowskim oblatał motoszybowiec „Pegaz” (SP-590). W czerwcu 1950 roku w ramach tzw. weryfikacji został negatywnie zweryfikowany jako „element niepewny” i odsunięty od pracy w lotnictwie. Od lipca 1950 roku pracował w branży budowlanej. Po „odwilży” w 1956 roku powrócił do lotnictwa i został zatrudniony w lotnictwie sanitarnym, gdzie wykonał około 3000 lotów ratowniczych i sanitarnych na samolotach i śmigłowcach. Od czerwca 1972 roku pracował jako pilot doświadczalny w Instytucie Lotnictwa w Warszawie. Był tam zatrudniony do przejścia na emeryturę w październiku 1979 roku. Nie zaniechał jednak całkowicie latania i wykonywał jeszcze loty w Zakładzie Usług Agrolotniczych, realizując kontrakty w Afryce Północnej w latach 1971-1972 i 1973-1974. Na 50 typach samolotów wylatał około 13 000 godzin, a na śmigłowcach ponad 200 godzin.
Jerzy Szymankiewicz zmarł 10 czerwca 2003 roku w Warszawie. Pochowany został na Cmentarzu Komunalnym na Powązkach w Warszawie w Kwaterze Lotników Polskich Sił Powietrznych na Zachodzie (kwatera 30A-X-18a). Jerzy Szymankiewicz był czynnym członkiem Warszawskiego Stowarzyszenia Lotników Polskich. Awansował do stopnia pułkownika.

## Ordery i odznaczenia
Za swą służbę został odznaczony:
- Krzyż Srebrny Orderu Wojennego Virtuti Militari nr 8439,
- Krzyż Kawalerski Orderu Odrodzenia Polski,
- Krzyż Walecznych czterokrotnie,
- Medal Lotniczy trzykrotnie,
- Polowa Odznaka Pilota,
- Odznaka za Rany i Kontuzje,
- brytyjski Zaszczytny Krzyż Lotniczy[14]